# 瑞士航空111號班機空難
瑞士航空111号班機空難是一宗於1998年9月2日凌晨發生在加拿大哈利法克斯機場附近海域的空難事件。失事班機是一架隸屬於瑞士航空，編號HB-IWF的MD-11三引擎廣體客機，飛機在衝進大西洋後粉碎性解體，全機229人無一生還。此事件對原本營運狀況不好的瑞士航空无疑是雪上加霜，間接導致公司在2001年10月破產，并于2002年3月31日重組成為瑞士國際航空。

## 涉事客機
失事客機是一架1991年製造的MD-11，生產序列號48448，配備三台普惠PW4462引擎，失事前已累計飛行36,041小時。事發時，該機共設241個座位：12個頭等客位（每排六座），49個商務客位（每排七座）和180個經濟客位（每排九座）。

## 經過

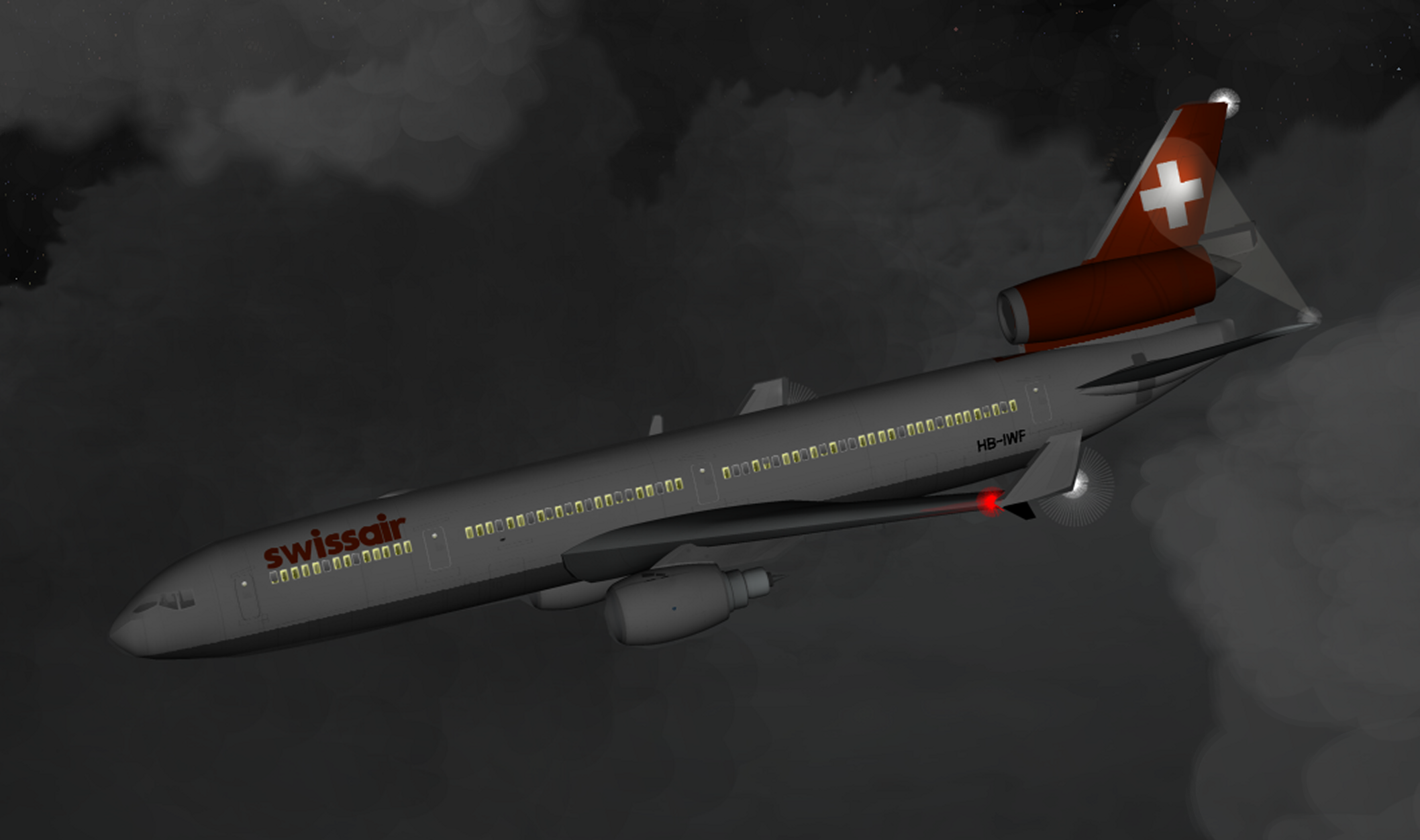
電腦模擬的瑞士航空111號班機

當地時間晚上8時18分，瑞士航空111號班機（當時與達美航空聯營）從紐約甘迺迪國際機場起飛前往瑞士的日內瓦国际机场。飛機飛至33,000呎高空時，正副機長都嗅到機上空調系統有怪異氣味，再過4分鐘，兩位機員已可以看見有白煙冒出。但煙味及白煙只在駕駛艙出現，客艙並沒有此現象，因此機員認為是駕駛艙空調出了問題。這時機長希望在就近機場作緊急著陸，於是聯絡上蒙克顿區調表示機上有緊急狀況。可是蒙克顿区调則指示該客機飛往位於加拿大新斯科舍省省会哈利法克斯國際機場。
晚上10時19分，飛機已飛至離哈利法克斯機場56公里處，要求下降高度至21,000呎，並向航空交通管制表示要放掉機上燃油準備作緊急著陸。可是，機上的電子元件一個接一個的失靈，在晚上10時24分，機長宣告飛機已進入緊急狀態，並向管制員表示必需「立即」降落。可是機上的燈光、導航儀器及自動駕駛系統都已失效。結果飛機在10時25分與航管失去聯絡，飛機墜毀前一分鐘，二號引擎被關掉；最後以350節的速度墜落在大西洋海面。

## 遇難者
| 機上人員國籍統計（含雙重國籍） | 機上人員國籍統計（含雙重國籍） | 機上人員國籍統計（含雙重國籍） | 機上人員國籍統計（含雙重國籍） |
| 國籍                           | 乘客                           | 機組                           | 合計                           |
| ------------------------------ | ------------------------------ | ------------------------------ | ------------------------------ |
| 阿富汗                         | 1                              | 0                              | 1                              |
| 加拿大                         | 3                              | 0                              | 3                              |
| 加拿大与 摩洛哥                | 1                              | 0                              | 1                              |
| 中华人民共和国                 | 1                              | 0                              | 1                              |
| 法國                           | 41                             | 0                              | 41                             |
| 法國与 英国                    | 1                              | 0                              | 1                              |
| 法國与 美国                    | 2                              | 0                              | 2                              |
| 德国                           | 1                              | 0                              | 1                              |
| 希腊与 美国                    | 1                              | 0                              | 1                              |
| 希腊                           | 1                              | 0                              | 1                              |
| 印度                           | 1                              | 0                              | 1                              |
| 伊朗                           | 1                              | 0                              | 1                              |
| 伊朗与 美国                    | 1                              | 0                              | 1                              |
| 以色列与 瑞士                  | 1                              | 0                              | 1                              |
| 義大利                         | 3                              | 0                              | 3                              |
| 墨西哥                         | 1                              | 0                              | 1                              |
| 俄羅斯                         | 1                              | 0                              | 1                              |
| 沙烏地阿拉伯                   | 1                              | 0                              | 1                              |
| 圣基茨和尼维斯                 | 2                              | 0                              | 2                              |
| 瑞士                           | 31                             | 13                             | 44                             |
| 瑞士与 荷蘭                    | 1                              | 0                              | 1                              |
| 瑞士与 英国                    | 2                              | 0                              | 2                              |
| 瑞士与 美国                    | 1                              | 0                              | 1                              |
| 西班牙                         | 1                              | 0                              | 1                              |
| 英国                           | 3                              | 0                              | 3                              |
| 英国与 美国                    | 2                              | 0                              | 2                              |
| 美国                           | 110                            | 1                              | 111                            |
| 南斯拉夫联盟共和国             | 1                              | 0                              | 1                              |
| 合計                           | 215                            | 14                             | 229                            |

多數乘客為美國人、法國人或瑞士人。
機上人員包括132名美國人（包括一名達美航空乘務員及兩名嬰兒）、41名瑞士人（包括13名機組人員）、30名法國人、6名英國人、3名德國人、3名意大利人、3名加拿大人、2名希臘人、2名黎巴嫩人、1名阿富汗人、1名中國人、1名印度人、1名伊朗人、1名俄羅斯人、1名沙特阿拉伯人、1名西班牙人、1名聖克里斯多福及尼維斯人、1名瑞典人、1名南斯拉夫人。全机229人无一生还。
知名公共衛生與人權學者喬納森·曼恩教授死於這場空難。當時他正前往瑞士日內瓦的WHO以及UNAIDS準備進行研究工作。曼恩是學術界首位連結健康與人權理論並應用於公共衛生實務的學者，他從1994年開始的數篇關鍵文章揭開了當代人權與公衛研究的發展。在回顧健康與人權文獻時，多數的研究者都會在文章初始提及曼恩及其貢獻。

## 事故原因
飛機墜毀後，全機分裂成數百萬片的碎片，最大的碎片不外乎是飛機的引擎及起落架，調查工作起初陷入困境。調查人員依據當晚值班的航管員及黑盒資料得知飛機是因失火墜毀，但面對數百萬飛機碎片，根本無從調查飛機起火原因。

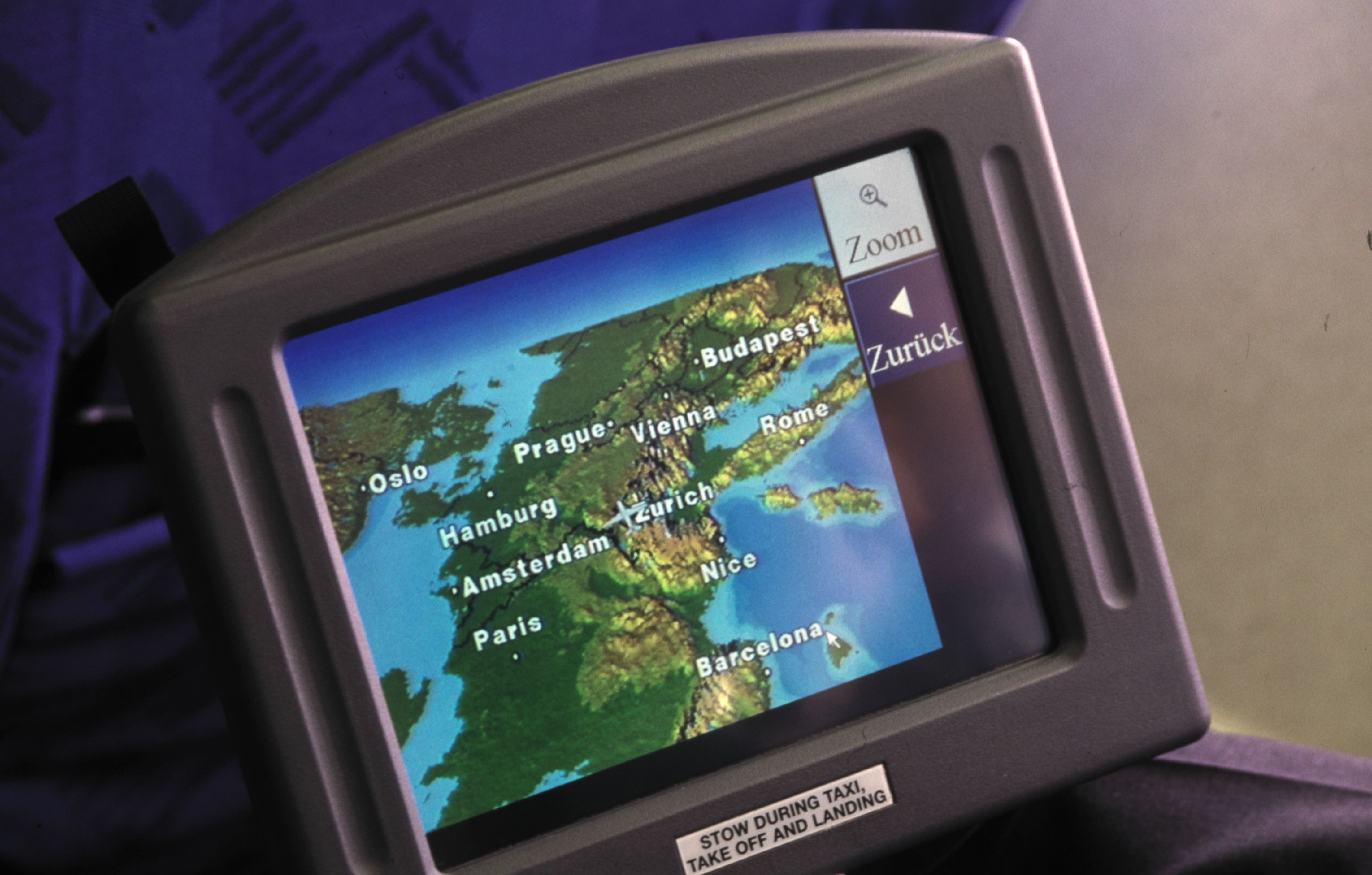
瑞航1997年投用的机上娱乐系统

在对空难原因调查进行到第2年时，又有上百万片111号班机的碎片被打捞上来，研究人员发现其中一根电线上有电弧，由此便推出了空难原因：由电线短路引起的火花点燃了聚对苯二甲酸乙二酯（PET）隔热层，再由PET隔热层点燃了其它东西。电线短路是源于这架飞机在事故之前的一次改造。当时，瑞士航空公司为了吸引更多的乘客，对这架飞机的头等舱加装了一套高级娱乐系统，通过这套系统，乘客可以在自己的位置上浏览互联网，甚至可以通过信用卡进行赌博游戏。然而，在飞机正常的电路系统上加装这样一套装置无疑加重系统的负担，更致命的是，由于客舱供电无法承受这么多的设备，所以除头等舱以外的设备改为由驾驶舱电路供电，导致最初未能完全关闭电源。终于，过热的电线引燃的绝缘层并导致了火灾。大火在飞机坠毁前6分钟烧断了黑盒子的电线，并开始烧断别的电线，在坠毁前几分钟，飞机上的电子元件一个接一个失灵，速度非常之快，到坠毁前一刻，仅个别几个设备可正常运转。當電線起火之初，機員根本不知道是電線短路引起火警，只是認為機上的空調系統出了問題，因此低估了事情的嚴重性，否則，機員當時必須立即宣佈進入緊急狀態。而調查員亦發現，飛機墜毀前6分鐘，駕駛艙只有副機師在操控飛機，機長則不知去向。調查員推測當時機長在撲滅火勢，但當時的情況已超出机组所能控制的範圍，結果機長可能在滅火時殉職。無論如何，失去了機長的111號班機只有副機師在駕駛，而副機師可能並不熟悉需緊急著陸的機場環境，以致飛機在墜落地點的附近不斷地徘徊以找尋機場位置，最終在不斷耗費時間的情況下，機件陸續故障直至墜海。

## 事故结果
- 国际上禁止使用PET隔热层。

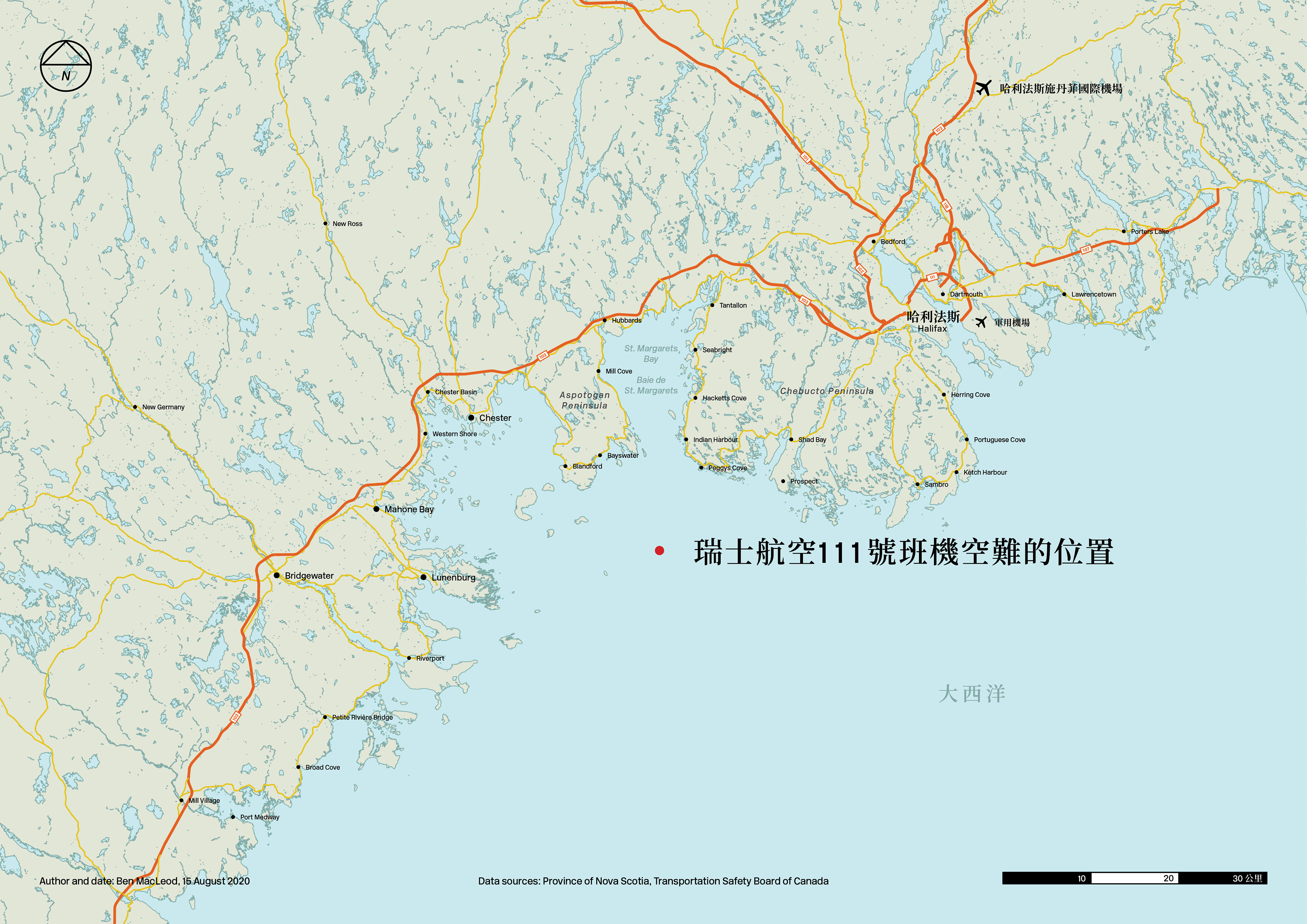
空難的位置

- 瑞航其余15架MD-11和3架波音747的娱乐系统于1998年10月后被停用[參⁠ 7]。
- 由於持續虧損，瑞士航空於2001年停航，次年遭到破產清算，最終成為瑞士國際航空。
- 當時瑞士航空將該航班編號改為139號。在公司破產重組後，航班更改為LX23，並改用空中巴士A330-300客機飛航。目前，LX139號航班為香港往蘇黎世的班機。
- 這次事件是MD-11型客機首次發生空難；空難發生後3年，波音公司關閉了MD-11飛機的生產線，最後一架MD-11貨機於2001年交付德國漢莎航空。而瑞士航空在空難後亦決定引進了空中巴士A330-200及A340-600客機（瑞航破产后，瑞士国际航空将A340-600的訂单改为A340-300）。所有MD-11客機於2014年全部退役。
- 直至現在，SW-111號班機是涉及MD-11型客機的空難中死亡人數最高的。這也是僅次於1985年的飛箭航空1285號班機，在加拿大本土發生第二嚴重的空難事故。

## 紀念
事故後，加拿大聯邦政府在飛機墜毀海域附近的Peggy's Cove樹立一個紀念碑，紀念空難中的死者。
英文碑文如下：
|  | In memory of the 229 men, women and children onboard Swissair Flight 111 who perished off these shores September 2, 1998 They have been joined to the sea and the sky May they rest in peace |

法文碑文如下：
|  | À la mémoire des 229 hommes, femmes et enfants qui ont perdu la vie au large de ces côtes vol Swissair 111 le 2 septembre 1998 Ils appartiennent maintenant au ciel et à la mer Qu'ils reposent en paix |

中文大意为：
|  | 谨此悼念瑞航111号班机上的遇难的229位男女老少 他们已与海天一体 愿安息。 |

## 影視節目
- 空中浩劫
  - 第一季第三集「Fire on Board」（Fire in the Sky）[參⁠ 8]
  - 第六季第二集「Fatal Flaw」（Fatal Fix[註⁠ 1]）[參⁠ 9]
- 重返危機現場
  - 第六季第三集「Fire in the cockpit」
  - 第七季第二集「Deadly Design」[註⁠ 2]

## 备注
1. ↑  英國，澳洲及亞洲標題
2. ↑  聯同日本航空123號班機空難
3. ↑   註:

## 外部連結
- 出事航機相片 （页面存档备份，存于）
- AirDisaster.Com（页面存档备份，存于）
- Aviation Safety Network （页面存档备份，存于）